# Залозный, Константин Григорьевич
Константин Григорьевич Залозный (9 июня 1929 — 9 июня 1992) — советский художник. Член республиканского правления Союза художников, Заслуженный художник РСФСР.

## Биография
Родился 9 июня 1929 года в ныне не существующем селе Подлесовка, в крестьянской семье, где было восемь детей. Рисовать начал рано.
- В 1945—1947 годах занимался в изостудии при томском товариществе «Художник» у К. Г. Чумичева.
- В 1947—1949 учился в Самаркандском художественном училище у Павла Петровича Бенькова.
- В 1949—1952 учился в Ташкентском республиканском художественном училище им. П. Бенькова.
- В 1952—1955 преподавал в томской средней школе.
- В 1953—1955, с 1961 сотрудник Томского отделения художественного фонда РСФСР.
- В 1960—1961 преподавал в Ташкентском художественном училище.
- В 1955—1961 учился в Ташкентский театрально-художественный институт им.  А. Н. Островского у А. А. Кривоноса, А. А. Гольдрея, Р. А. Ахмедова.
- C 1967 — член Союза художников РСФСР.
- В 1967—1984, 1990—1992 председатель правления Томской организации Союза художников РСФСР.
- В 1968—1984 член правления Союза художников РСФСР.
- В 1976 году ему присвоено звание «Заслуженный художник РСФСР».
- В 1980—1983 годах заведовал кафедрой «Рисунок. Живопись. Скульптура»  Томского инженерно-строительного института.
- В разные годы — член республиканских, зональных, областных выставкомов.
- Награждён медалями «За доблестный труд. В ознаменование 100-летия со дня рождения В. И. Ленина», «Ветеран труда».

## Творчество
Константин Григорьевич Залозный — истинно сибирский художник. С особой крестьянкой системой ценностей, глубоким пониманием сибирского характера, жизненных устремлений, оценкой людей и событий. 
Писал портреты первопроходцев Сибири, многих известных людей страны: космонавта  Н. Н. Рукавишникова, актера  М. А. Ульянова.

## Творческие поездки
- 1958 — Москва
- 1960 — Феодосия
- 1965, 1981 — Чехословакия
- 1965—1985 — нефтяные месторождения Томской области
- 1970, 1974, 1975 — Дом творчества художников «Академическая дача» им. И. Е. Репина (Калининская область)

Дальний восток:
- 1972 — погранзастава «Стрелка»
- 1988 — остров Кунашир
- 1988 — Самарканд

## Персональные выставки
- 1981 — Томск. Были представлены и ранние произведения живописца, написанные им ещё в годы учебы в Ташкентском художественном институте, известные полотна «Геологи», «Весточка», «Материнское раздумье», «Киргиз у юрты», серия портретов участников Всемирного фестиваля молодежи и студентов в Москве, моряков Черноморского флота, а также новые картины. Критики отметили в его работах «искренность, вдумчивое вглядывание в человека».[1]
- 1989 — Томск
- 1992 — Томск (посмертная)